# Парламент Пакистану
Маджлісе-е-Шура (مجلس شوری Палата радників) — федеральний законодавчий орган (парламент) Пакистану. На 2012 рік Парламент Пакистану відрізняється найбільшим в ісламському світі відсотком місць, займаних жінками.

## Склад
Сучасний парламент складається з двох палат:
- Верхня палата — Сенат Пакистану
- Нижня палата — Національна асамблея Пакистану.

Відповідно до 50 статті Конституції, в парламент також входить президент Пакистану.

## Національна асамблея
Національна асамблея є нижньою палатою парламенту Пакистану. У неї входять 342 депутати, з яких 272 обираються таємним голосуванням, 60 місць надано жінкам і 10 — релігійним меншинам. З 19 березня 2008 року по 3 червня 2013 року спікером Національної асамблеї була жінка Фехміда Мірза. З 3 червня 2013 року цю посаду обіймає Сардар Садок.

## Сенат
Сенат є верхньою палатою парламенту Пакистану. У нього входить 100 депутатів, що обираються депутатами нижньої палати федерального парламенту і законодавчими зборами провінцій. Термін повноважень сенату — 6 років. Третина складу сенату оновлюється кожні 2 роки. Голова Сенату — Раза Раббані (з 11 березня 2015 року).